# Jiří Kladrubský
Jiří Kladrubský (České Budějovice, República Checa, 19 de noviembre de 1985) es un futbolista checo. Juega de defensa y su primer equipo fue el SK Dynamo České Budějovice.

## Biografía
Kladrubský empezó su carrera profesional en un equipo de su ciudad natal, el SK Dynamo České Budějovice. Su debut en liga se produjo el 28 de marzo de 2004, aunque esa temporada casi no dispone de oportunidades, ya que solo juega 2 partidos en total.
Para que el joven futbolista disputara minutos el equipo decide cederle durante una temporada al Tatran Prachatice. En 2006 regresa y ya se hace un hueco en el equipo titular.
En 2007 se marcha a jugar a su actual equipo, el Sparta de Praga, equipo con el que consigue una Copa de la República Checa en su primera temporada.

### Selección nacional
Ha sido internacional con la Selección de fútbol de la República Checa en 8 ocasiones. 

## Clubes
| Club                       | País            | Año       |
| -------------------------- | --------------- | --------- |
| SK Dynamo České Budějovice | República Checa | 2004-2005 |
| Tatran Prachatice          | República Checa | 2005-2006 |
| SK Dynamo České Budějovice | República Checa | 2006-2007 |
| AC Sparta Praga            | República Checa | 2007-     |

## Títulos
- 1 Copa de la República Checa (Sparta Praga, 2008)

- Datos: Q1375935